# Stefano di Tournai
Stefano di Tournai (Orléans, 1128 – Tournai, settembre 1203) è stato un vescovo francese, canonico dell'Abbazia di Sainte-Geneviève a Parigi e dal 1192 divenuto vescoco di Tournai.

## Biografia
Entrò nell'ordine dei canonici regolari di Saint-Euverte a Orléans intorno al 1150, e poi studiò diritto canonico e diritto romano all'Università di Bologna, tornando al suo monastero nel 1160. Venne eletto abate di Saint-Euverte nel 1167 e poi di Sainte-Geneviève a Parigi nel 1177. Ricostruì quest'ultimo monastero realizzando una scuola monastica.
Nel 1192 divenne vescovo di Tournai, ma fu fortemente ostacolato nell'esercizio delle sue funzioni episcopali dall'opposizione del popolo, nonché dall'opposizione al procedimento di divorzio di Filippo II.

## Opere
Fu autore di "Summa in decretum Gratiani" (1159), in gran parte basato sulle opere similari di Paucapalea, Rufino e Rolandus (a volte scambiato per papa Alessandro III). Venne edita per la prima volta a cura di Schulte (Stefano di Tournai, Die Summa des Tornacensis Stephanus über das Decretum Gratiani, ed. JF von Schulte, Giessen 1891.)
Il suo epistolario, edito da Molinet (Parigi, 1679), venne stampato in Patrologia Latina, CCXI, 309-625.

### Manoscritti
- Summa Decreti, XIII secolo, Boulogne-sur-Mer, Bibliothèque des Annonciades, Fonds ancien, ms. 119.